# Wulfersdorf (Wittstock/Dosse)
Wulfersdorf ist ein Ortsteil der Stadt Wittstock/Dosse im Landkreis Ostprignitz-Ruppin im Nordwesten des Landes Brandenburg. Im Ort leben 378 Einwohner auf 18,98 Quadratkilometern (Stand: 31. Dezember 2022).

## Lage
Wulfersdorf liegt nördlich des Kernortes Wittstock/Dosse. Östlich des Ortes erstreckt sich das 145,16 Hektar große Naturschutzgebiet Oberheide (siehe Liste der Naturschutzgebiete in Brandenburg). Unweit vom Ort verläuft nordöstlich die Landesgrenze zu Mecklenburg-Vorpommern.
Der Ort führt ein Logo, das einen heulenden Wolf zeigt.

## Geschichte
Der Ortsname leitet sich ab von einem Mann namens Wulfher oder Wulfhard, der möglicherweise Ortsgründer gewesen ist. Die Ersterwähnung einer Kirche ist auf das Jahr 1303 datiert.
In der DDR gab die LPG Pflanzenproduktion Wulfersdorf dem Ort landwirtschaftliche Bedeutung. Am Ortseingang befand sich ab 1966 ein Trockenwerk für Grünfutter, Kartoffeln und Getreide, das bis zum Jahr 1990 der VEG Horst Burghof und später der Hansestadt Hamburg gehörte. Nach vier- bis fünfjährigen Verhandlungen wurde der Abriss der asbestbelasteten Anlage beschlossen. Die Abbauarbeiten begannen im Dezember 2014. Die Kosten wurden auf 83.000 Euro beziffert, von denen 63 Prozent aus Fördermitteln der Europäischen Union und 37 Prozent von der Stadt Wittstock und der Teilnehmergemeinschaft des Bodenordnungsverfahrens Wulfersdorf zugesagt wurden.

## Bedeutende Bauwerke

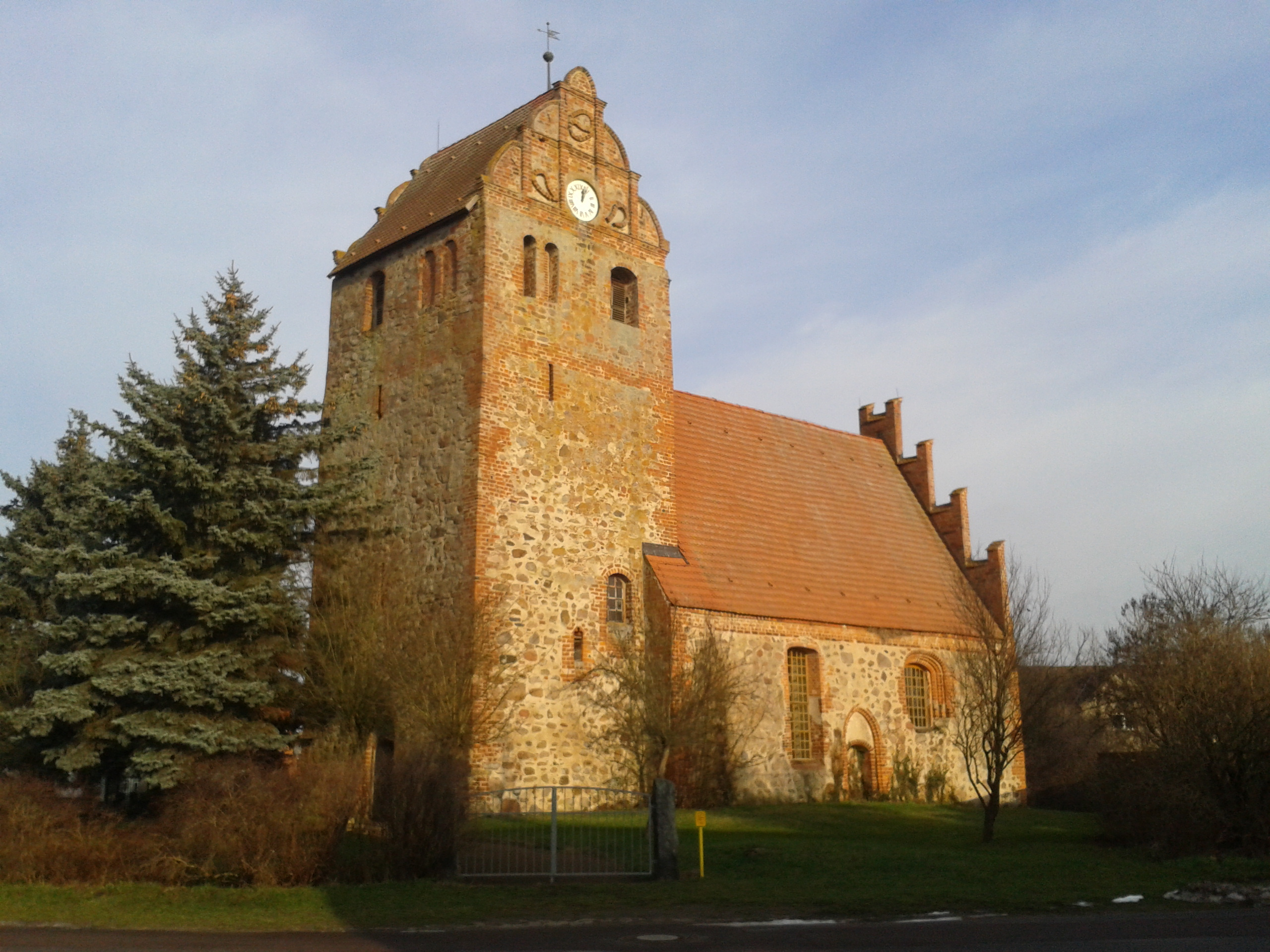
Dorfkirche Wulfersdorf

Die Anfang des 16. Jahrhunderts aus Feldstein und Ziegelbruch erbaute Dorfkirche Wulfersdorf ist in der Denkmalliste als Baudenkmal aufgeführt. Vor der Kirche befindet sich ein Kriegerdenkmal für die im Ersten und Zweiten Weltkrieg gefallenen Einwohner, sowie eine Gedenktafel für drei KZ-Häftlinge, die am 24. April 1945 in Wulfersdorf erschossen wurden.

## Naturdenkmale

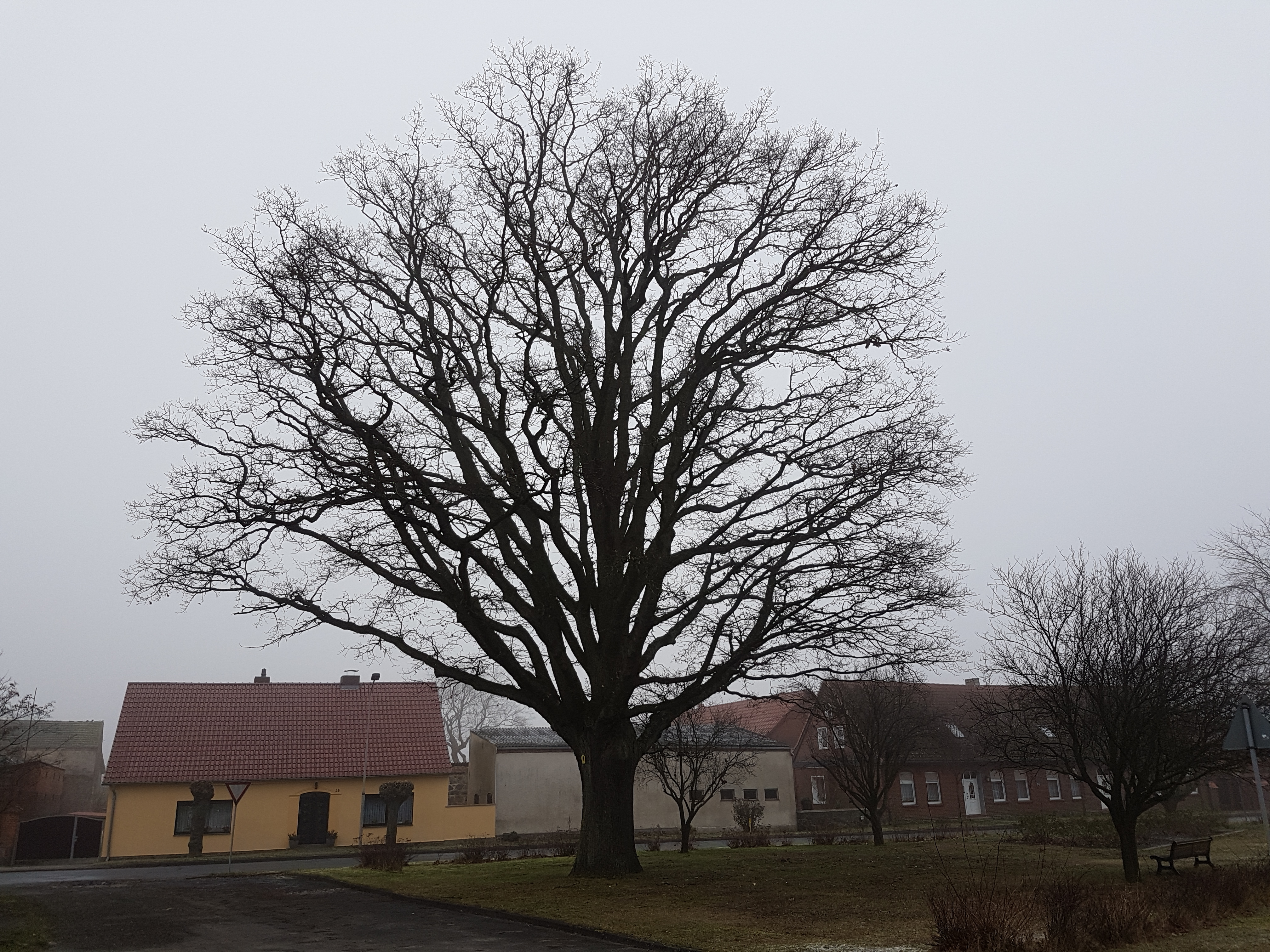
200 Jahre alte Eiche

Eine über 200 Jahre alte Eiche vor der Dorfkirche, ist laut der 2. Verordnung des Landkreises Ostprignitz-Ruppin zum Schutz von Naturdenkmalen vom 11. Dezember 2006 wegen ihres ortsbildprägenden Charakters als Naturdenkmal mit der laufenden Nummer 18 unter Schutz gestellt. Sie befindet sich auf dem Flur 2, Flurstück 91/5 und besitzt einen Stammdurchmesser von ungefähr 1,30 Metern.

## Verkehr

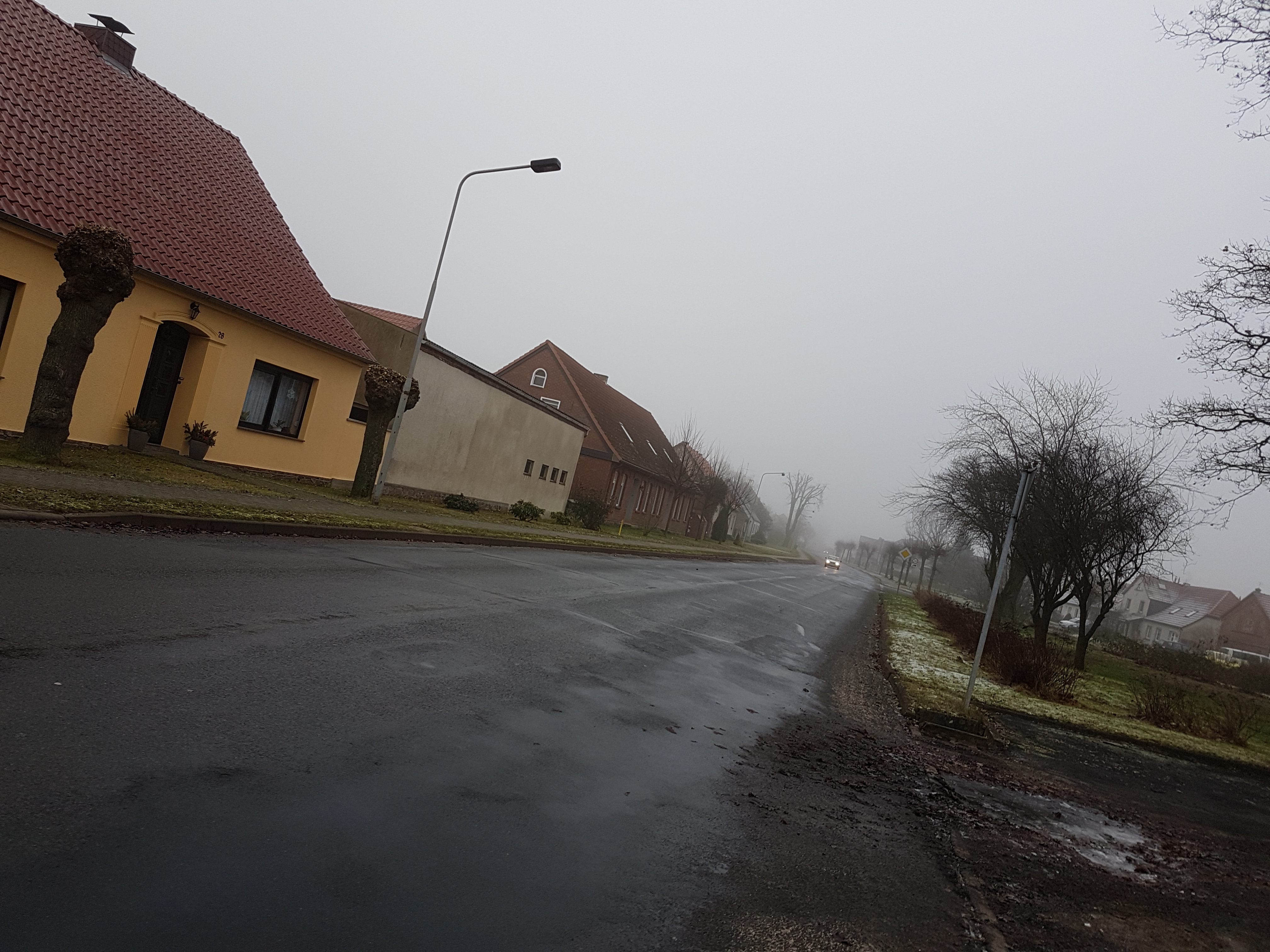
Dorfstraße

Durch den Ort führt die Landstraße L14. Östlich der Ortschaft verläuft die A 19. Sie mündet beim südlich gelegenen Autobahndreieck Wittstock/Dosse in die südlich und südwestlich verlaufende A 24. Der Ort ist mit zwei Haltestellen an die Buslinie 745 der Ostprignitz-Ruppiner Personennahverkehrsgesellschaft nach Wittstock/Dosse angebunden. Außerdem liegt Wulfersdorf an dem Knotenpunkt 16 des Priegnitzer Radwegenetzes. Der Ort ist damit über einen ausgewiesenen Radweg an die Nachbarortschaften Biesen und Freyenstein angebunden.
Die Dorfstraße bildet den Hauptverkehrsweg durch den Ort. Nördlich davon befinden sich der Grabower Weg und der Triftweg. Südlich der Dorfstraße verläuft parallel zu ihr der Friedhofsweg. Davon abgehend Richtung Süden befinden sich der Blesendorfer Weg und der Zaatzker Weg.